# SN 2008cb
SN 2008cb – supernowa typu Ia odkryta 10 marca 2008 roku w galaktyce A123118+0823. W momencie odkrycia miała maksymalną jasność 21,20m.